# Nervilia crociformis
Nervilia crociformis là một loài thực vật có hoa trong họ Lan. Loài này được (Zoll. & Moritzi) Seidenf. mô tả khoa học đầu tiên năm 1978.

## Hình ảnh

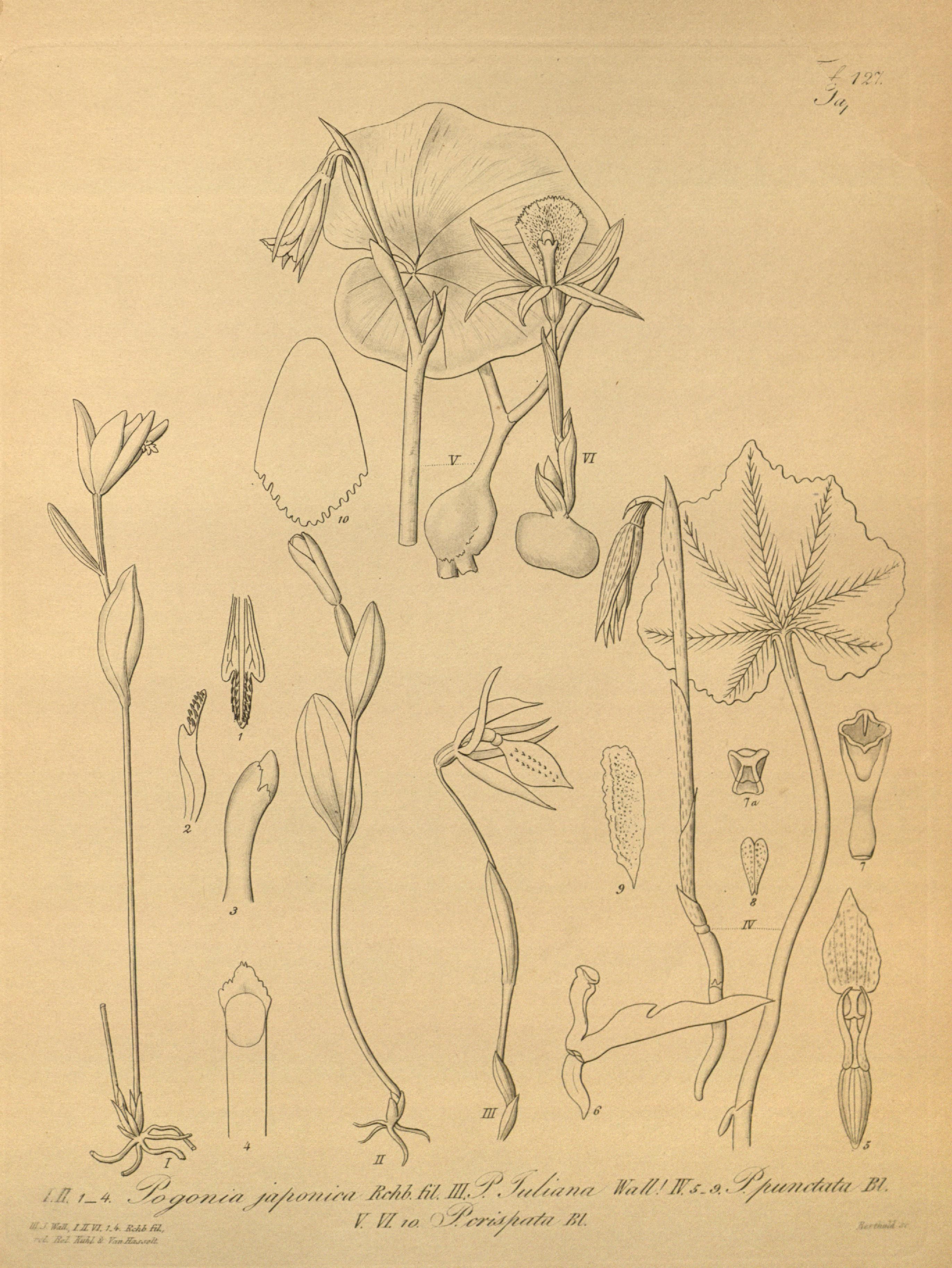
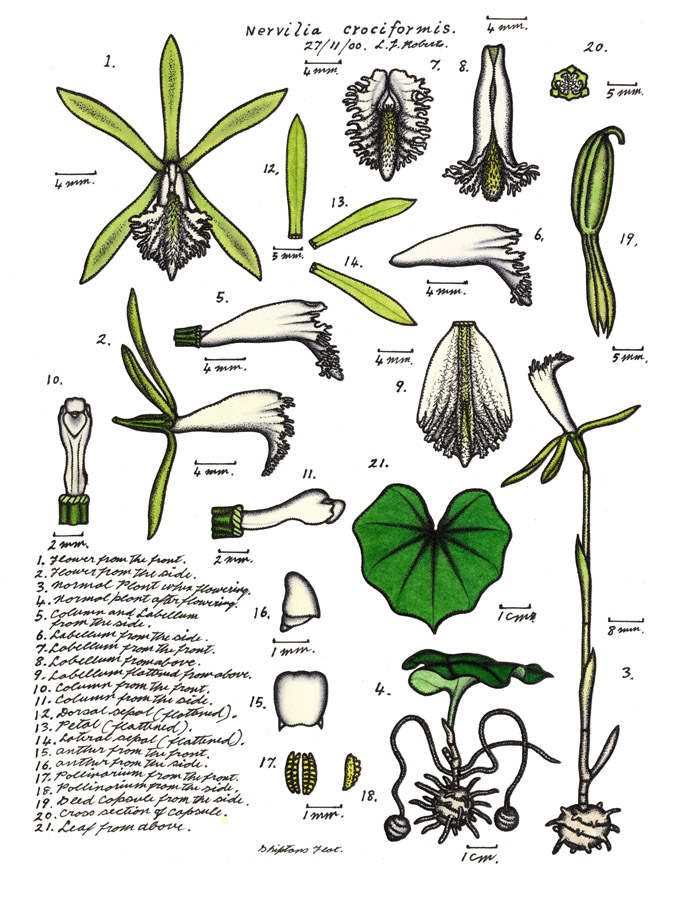